# Heraclia catori
Heraclia catori är en fjärilsart som beskrevs av Jordan 1904. Heraclia catori ingår i släktet Heraclia och familjen nattflyn. Inga underarter finns listade i Catalogue of Life.